# Colegio de Abogados del Guayas
El Colegio de Abogados del Guayas es una corporación profesional de derecho privado que agrupa a los abogados, sean ejercientes o no, cuya principal actividad profesional se desarrolle en la provincia del Guayas. La colegiación actualmente no es obligatoria para el ejercicio de la profesión en el Ecuador, a raíz de la incorporación del Foro de Abogados del Consejo de la Judicatura. Entre las funciones, según sus estatutos, destaca la representación de los abogados guayasenses a manera de gremio, ejercer la defensa de la profesión, cooperar con la administración de Justicia, la promoción y realización de cursos y/o seminarios de capacitación para los abogados. El Colegio fue fundado el 8 de marzo de 1950, sobre la base de la Ley de Federación de Abogados del Ecuador; y, obtuvo su personalidad jurídica desde el 13 de marzo del mimo año, mediante Acuerdo Ministerial núm. 183, durante la presidencia nacional de Galo Plaza Lasso. 
Se organiza internamente a través de una Asamblea General, formada por todos los colegiados, que se celebra ordinariamente una vez al año para conocer informes del Directorio, del Tribunal de Honor y del Club. El Directorio está compuesto por quince miembros con sus respectivos suplentes; constan entre ellos: el presidente del Colegio, un vicepresidente alterno, un secretario, un secretario alterno y un tesorero, cuyos cargos duran en funciones por dos años. El actual presidente es Jimmy Salazar Gaspar, elegido en el 2013, y reelecto en el 2015 y 2017. El Colegio forma parte de la Federación Nacional de Abogados del Ecuador, que reúne a los colegios de abogados de todo el país. La sede principal del Colegio se sitúa en un moderno edificio situado en la esquina de la avenida Del Ejército 707 en su intersección con la avenida Nueve de Octubre en la ciudad de Guayaquil.